# Campeonato Europeo de Remo de 1904
El XII Campeonato Europeo de Remo se celebró en París (Francia) en 1904 bajo la organización de la Federación Internacional de Sociedades de Remo (FISA).
En total se disputaron cinco pruebas diferentes, todas ellas en la categoría masculina.

## Resultados

### Masculino
| Evento                 | Oro | Plata                                                               | Bronce |
| ---------------------- | --- | ------------------------------------------------------------------- | --- |
| Scull individual M1X   | Louis von Moos · Suiza | Henri Barbenés Alsacia y Lorena                                     | — |
| Doble scull M2X        | Carlos Deltour Antoine Védrenne Francia | Daniël Clarembaux · Xavier Crombet · Bélgica                        | Albert von Moos · Louis von Moos · Suiza |
| Dos con timonel M2+    | Beurrier Émile Lejeune NC (t) Francia | Guillaume Visser · Urbain Molmans · Rodolphe Colpaert (t) · Bélgica | Augusto Barbanti Luigi Stolte Angelo Guasco (t) Italia                                                                                               |
| Cuatro con timonel M4+ | Guillaume Visser · Urbain Molmans · Victor Van Acker · Ernest Tralbaut · Rodolphe Colpaert (t) · Bélgica                                                                          | Francia                                                             | Enrico Capelli Ermanno Borghi Costante Brambilla Antonio Maganza Angelo Guasco (t) Italia                                                            |
| Ocho con timonel M8+   | Guillaume Visser · Urbain Molmans · Julien Lauwers · Ernest Tralbaut · Alphonse Van Roy · Hector Deprume · Victor Van Acker · Polydor De Geyter · Rodolphe Colpaert (t) · Bélgica | Francia                                                             | Carlo Capsoni Mario Bassignano Uberto Cagnassi Giorgio Gianolio Virgilio Forni Francesco Rossi Aldo Marchetti Antonio Colli Angelo Guasco (t) Italia |

## Medallero
| Núm. | País             | Oro | Plata | Bronce | Total |
| ---- | ---------------- | --- | ----- | ------ | ----- |
| 1    | Bélgica          | 2   | 2     | 0      | 4     |
| 1    | Francia          | 2   | 2     | 0      | 4     |
| 3    | Suiza            | 1   | 0     | 1      | 2     |
| 4    | Alsacia y Lorena | 0   | 1     | 0      | 1     |
| 5    | Italia           | 0   | 0     | 3      | 3     |
|      | TOTAL            | 5   | 5     | 4      | 14    |